# Olympische Winterspiele 1972/Teilnehmer (Tschechoslowakei)
| Gelbes Symbol für Goldmedaillen mit stilisierten Olympischen Ringen | Graues Symbol für Silbermedaillen mit stilisierten Olympischen Ringen | Braundes Symbol für Bronzemedaillen mit stilisierten Olympischen Ringen |
| ------------------------------------------------------------------- | --------------------------------------------------------------------- | ----------------------------------------------------------------------- |
| 1                                                                   | —                                                                     | 2                                                                       |

Die Tschechoslowakei nahm an den Olympischen Winterspielen 1972 im japanischen Sapporo mit einer Delegation von 41 Athleten, 37 Männer und vier Frauen, teil.
Seit 1924 war es die elfte Teilnahme der Tschechoslowakei an Olympischen Winterspielen.

## Flaggenträger
Der Skispringer Jiří Raška trug die Flagge der Tschechoslowakei während der Eröffnungsfeier im Makomanai-Stadion.

## Medaillen
Mit einer gewonnenen Gold- und zwei Bronzemedaillen belegte das tschechische Team Platz 12 im Medaillenspiegel.

### Gold
- Ondrej Nepela: Eiskunstlauf, Herren

### Bronze
- Eishockeyteam: Vladimír Bednář, Josef Černý, Vladimír Dzurilla, Richard Farda, Ivan Hlinka, Jiří Holeček, Jaroslav Holík, Jiří Holík, Josef Horešovský, Jiří Kochta, Oldřich Machač, Vladimír Martinec, Václav Nedomanský, Eduard Novák, František Pospíšil, Bohuslav Šťastný, Rudolf Tajcnár und Karel Vohralík
- Helena Šikolová: Ski Nordisch, Frauen, 5 km

## Teilnehmer nach Sportarten

### Biathlon
Herren
- Stanislav Fajstavr
Einzel (20 km): 44. Platz – 1:28:53,33 h; 9 Fehler
- Arnošt Hájek
Einzel (20 km): 39. Platz – 1:28:22,37 h; 9 Fehler
Staffel (4 × 7,5 km): 12. Platz – 2:03:08,17 h; 3 Fehler
- Ján Húska
Staffel (4 × 7,5 km): 12. Platz – 2:03:08,17 h; 3 Fehler
- Pavel Ploc
Einzel (20 km): 47. Platz – 1:29:38,79 h; 11 Fehler
- Ladislav Žižka
Einzel (20 km): 36. Platz – 1:27:36,81 h; 11 Fehler
Staffel (4 × 7,5 km): 12. Platz – 2:03:08,17 h; 3 Fehler

### Eishockey
Herren 
| - Vladimír Bednář - Josef Černý - Vladimír Dzurilla - Richard Farda - Ivan Hlinka - Jiří Holeček - Jaroslav Holík - Jiří Holík - Josef Horešovský | - Jiří Kochta - Oldřich Machač - Vladimír Martinec - Václav Nedomanský - Eduard Novák - František Pospíšil - Bohuslav Šťastný - Rudolf Tajcnár - Karel Vohralík |

### Eiskunstlauf
Herren
- Ondrej Nepela

### Ski Nordisch

#### Langlauf
Damen
- Helena Šikolová
5 km:  – 17:07,32 min
10 km: 7. Platz – 35:29,33 min
3 × 5 km Staffel: 6. Platz – 51:16,16 min
- Alena Bartošová
5 km: 16. Platz – 17:47,25 min
10 km: 27. Platz – 37:01,73 min
3 × 5 km Staffel: 6. Platz – 51:16,16 min
- Milena Chlumová
5 km: 27. Platz – 18:12,22 min
10 km: 26. Platz – 36:59,87 min
- Milena Cillerová
5 km: 22. Platz – 17:56,22 min
10 km: 30. Platz – 37:40,70 min
3 × 5 km Staffel: 6. Platz – 51:16,16 min

Herren
- Jan Fajstavr
15 km: 29. Platz – 48:18,22 min
30 km: 34. Platz – 1:44:49,45 h
50 km: 19. Platz – 2:51:12,92 h
4 × 10 km Staffel: 8. Platz – 2:11:27,55 h
- Stanislav Henych
15 km: 21. Platz – 47:25,81 min
30 km: 9. Platz – 1:39:24,29 h
4 × 10 km Staffel: 8. Platz – 2:11:27,55 h
- Ján Ilavský
4 × 10 km Staffel: 8. Platz – 2:11:27,55 h
- Ján Michalko
15 km: 30. Platz – 48:31,64 min
30 km: 40. Platz – 1:46:19,36 h
50 km: 30. Platz – 2:58:31,83 h
4 × 10 km Staffel: 8. Platz – 2:11:27,55 h

#### Skispringen
- Rudolf Höhnl
Normalschanze: 29. Platz – 201,6 Punkte
- Zbyněk Hubač
Normalschanze: 11. Platz – 217,8 Punkte
Großschanze: 15. Platz – 194,7 Punkte
- Karel Kodejška
Normalschanze: 7. Platz – 220,2 Punkte
- Jiří Raška
Normalschanze: 5. Platz – 224,8 Punkte
Großschanze: 10. Platz – 204,7 Punkte
- Leoš Škoda
Großschanze: 26. Platz – 176,3 Punkte

#### Nordische Kombination
- Libor Foltman
Einzel (Normalschanze/15 km): DNF
- Tomáš Kučera
Einzel (Normalschanze/15 km): 6. Platz
- Ladislav Rygl
Einzel (Normalschanze/15 km): 26. Platz
- Jaroslav Svoboda
Einzel (Normalschanze/15 km): 28. Platz